# The Road to the Heart
The Road to the Heart es un cortometraje mudo estadounidense, una dramedia dirigida por D. W. Griffith, y producida por la Biograph Company de la Ciudad de Nueva York. Protagonizando David Miles, Anita Hendrie y Herbert Yost, la producción fue filmada en dos días en marzo de 1909 en el estudio de Biograph en Manhattan. Fue estrenado en abril de ese mismo año y distribuido a teatros en una "carrete dividido", el cual era un solo carrete que incluía más de una película. El otro cortometraje que acompañó esta comedia era Trying to Get Arrested.

## Trama
Varias publicaciones de la industria cinematográfica de 1909 proporcionan resúmenes básicos de la trama de este photoplay. La revista comercial The Moving Picture World es una que describe la historia en su edición del 3 de abril:
El crítico de cine HA Downey en The Nickelodeon, otra revista comercial ampliamente leída en 1909, proporciona en su edición de mayo un resumen mucho más conciso del guion de Griffith que el que se encuentra en The Moving Picture World. Downey describe la película como "Una verificación de la teoría de que el camino al corazón es a través del estómago, como se establece en el caso de Miguel, quien, desaprobando el matrimonio de su hija, la echa de casa, pero cede por el bien de una comida abundante".
Otro resumen de la trama de este corto se encuentra en la extensa publicación de 1985 Early Motion Pictures: The Paper Print Collection en la Biblioteca del Congreso. El siguiente fue compuesto por el personal de la Biblioteca del Congreso después de revisar un rollo de papel de pequeñas impresiones fotográficas conservadas en la colección de la LC. Esas copias datan de 1909 y se produjeron directamente, cuadro por cuadro, del negativo maestro de 35 mm de Biograph, ahora perdido, de The Road to the Heart :
 

## Reparto
- David Miles como Miguel;
- Anita Hendrie como Vinuella, la esposa de Miguel;
- Herbert Yost (también acreditado como Barry O'Moore) como José;
- Florence Lawrence como la hija de Miguel y la esposa de José;
- John R. Cumpson como el hombre chino;
- Clara T. Bracy como la cocinera irlandesa;
- Mack Sennet como cowboy
- Arthur V. Johnson como cowboy

## Producción
El guion de este cortometraje se le atribuye al director Griffith, quien filmó la imagen en la sede y el estudio principal de Biograph, que en 1909 estaban ubicados dentro de una mansión de piedra rojiza renovada en 11 East 14th Street en la ciudad de Nueva York. El rodaje se completó en solo dos días –el 4 y el 5 de marzo de 1909– por el director de fotografía de Biograph, Arthur Marvin. 

### Los actores "anónimos" del corto
La compilación y verificación de los miembros del reparto en las primeras producciones de Biograph como The Road to the Heart se hace más difícil por el hecho de que Biograph, como cuestión de política de la empresa, no comenzó a acreditar públicamente a sus artistas ni a identificarlos en publicaciones de la industria cinematográfica o en anuncios en periódicos hasta cuatro años después del estreno de este corto. En su edición del 5 de abril de 1913, la revista comercial Motography, con sede en Chicago, en una noticia titulada "Identidades de Biograph reveladas" anuncia que "por fin" Biograph "está listo para dar a conocer a sus jugadores". Esa noticia también informa a los cinéfilos que por el precio de diez centavos pueden adquirir un cartel de Biograph en el que aparecían los nombres y los respectivos retratos de 26 de los principales actores de la compañía.

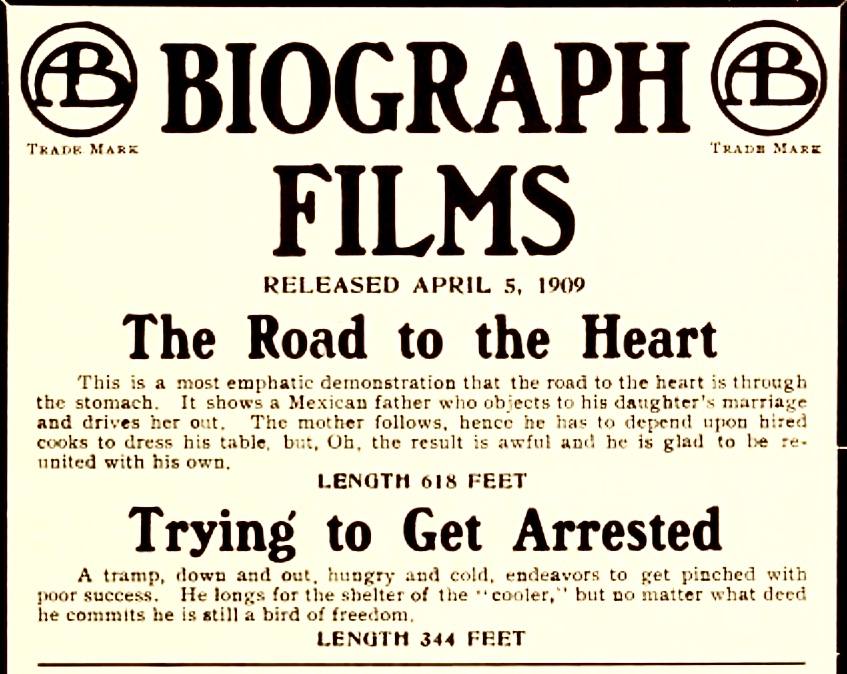
Anuncio en The Moving Picture World para los dos lanzamientos de "carrete dividido", 1909

Los coprotagonistas de este corto se encontraban entre muchos de los primeros jugadores de Biograph que actuaron de forma anónima y no fueron acreditados constantemente en sus apariciones en pantalla para el estudio. Florence Lawrence, en el papel de la hija de Miguel en esta película, era conocida en 1909 por el público teatral solo como la "Chica biográfica", aunque pocos años después del estreno de esta comedia, sería ampliamente publicitada como una de las principales actrices de la industria cinematográfica de los Estados Unidos.

## Lanzamiento y recepción
Con una duración de película de 618 pies y una duración original de entre nueve y diez minutos, The Road to the Heart fue estrenada y distribuida por Biograph en un carrete dividido con la comedia de 344 pies Trying to Get Arrested. Se pueden encontrar pocas reseñas o comentarios imparciales sobre la película en las publicaciones comerciales de 1909 o en los periódicos de ciudades y pueblos pequeños de ese año. La mayoría de las descripciones periodísticas del cortometraje están contenidas en anuncios de teatro que circularon en varias comunidades en las semanas y meses posteriores al estreno de la película.

### Una "dramedia" de Biograph
Tanto en las publicaciones de 1909 como en las referencias más actuales, el género o la designación de producción de The Road to the Heart varía. La producción se cita como un drama o un "dramático" en los calendarios de estrenos de períodos y en los anuncios de Biograph de la película en revistas especializadas; sin embargo, en los carteles de teatro y las promociones del corto en los periódicos disponibles de 1909, The Road to the Heart se cita a veces como un drama, pero más a menudo como una comedia. La referencia de 1985 citada anteriormente Early Motion Pictures: The Paper Print Collection en la Biblioteca del Congreso, así como la fuente en línea Internet Movie Database, también clasifican la película como una comedia.

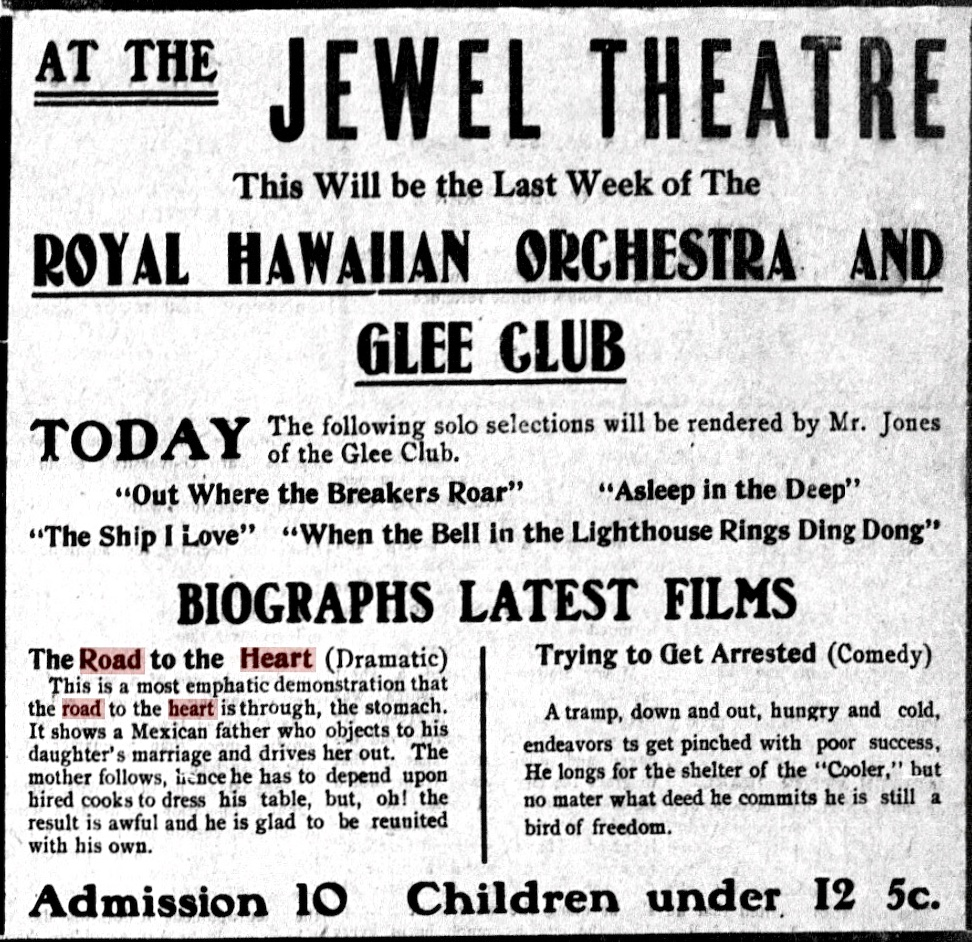
Promoción de teatro de la película y también Probando Conseguir Arrestado, Astoria, Oregón, abril 1909

En agosto de 1909, el Grand Theatre de Brunswick, Georgia, promocionó la película en el periódico local como "una comedia de farsa muy inteligente que seguramente complacerá". The Electric Theatre en Conway, Arkansas, clasificó The Road to the Heart como "cómico" en su línea de películas, junto con su comedia compañera de carrete dividido Trying to Get Arrested, que el teatro etiquetó erróneamente He Tries to Be Arrested . Por otro lado, el Jewel Theatre en Astoria, Oregon, al igual que las promociones de Biograph en publicaciones comerciales, publicitaron el corto como "Dramático". Todas estas descripciones variadas y otras han llevado a incertidumbres generales sobre el género o tipo real de la película, tanto que la referencia en línea "Lista de películas mudas progresivas" en Silent Era simplemente clasifica el corto con signos de interrogación: "¿Drama?". Dadas tales incertidumbres asociadas con la presencia de elementos tanto dramáticos como cómicos en la trama de este corto, la producción quizás se clasifique mejor como una comedia dramática .

## Estado de preservación
Existe un registro visual de The Road to the Heart. La Biblioteca del Congreso (LC) tiene un rollo de 241 pies de imágenes de papel impresas cuadro por cuadro directamente del negativo maestro original de 35 mm de la comedia. Presentado por Biograph al gobierno de los Estados Unidos poco antes del estreno de la película, el rollo es parte de la documentación original requerida por las autoridades federales para que las compañías cinematográficas obtengan protección de copyright para sus producciones.
Si bien el registro de impresión de papel de la LC no es proyectable, estas copias de papel pueden transferirse a un material de película de seguridad moderno basado en el poliéster para la detección. De hecho, durante los inicios del siglo XIX y principios de 1960, Kemp R. Niver y otros miembros del personal de LC restauraron más de 3.000 primeros rollos de papel de imágenes de cine de la colección de la biblioteca y transfirieron muchas a las reservas de seguridad. El Archivo de Cine y Televisión de la UCLA, por ejemplo, tiene en su colección tal reproducción, pero no una de The Road to the Heart. En su lugar, el archivo tiene una copia de la primera película dirigida por D. W. Griffith, las cortas aventuras de Dollie. Esa reproducción proyectable fue creada a partir de una copia de la impresión de papel de la LC de esa película de 1908.